# Jonathan Riley-Smith
Jonathan Simon Christopher Riley-Smith (n. 27 iunie 1938 – d. 13 septembrie 2016) a fost un istoric britanic al cruciadelor. De-a lungul carierei, a predat istorie medievală la Universitatea "Saint Andrews", Queens' College din Cambridge, Royal Holloway College din Londra, ca și la Trinity College.

## Opere
Cărți:
- The Knights of St. John in Jerusalem and Cyprus, c.1050-1310 (London, Macmillan, 1967 repr. 2002)
- Ayyubids, Mamlukes and Crusaders. Selections from the "Tarikh al-Duwal wa'l Muluk of Ibn al-Furat" (with Ursula and Malcolm C. Lyons), 2 volume (Cambridge, Heffer, 1971)
- The Feudal Nobility and the Kingdom of Jerusalem, 1174-1277 (London, Macmillan, 1973 repr. 2002)
- What were the crusades? (London, Macmillan, 1977, ediția a doua în 1992, ediția a treia Basingstoke, Palgrave, 2002)
- The Crusades: Idea and Reality, 1095-1274 (împreună cu Louise Riley-Smith) (London, Edward Arnold, 1981)
- The First Crusade and the Idea of Crusading (London and Philadelphia, Athlone/ University of Pennsylvania Press, 1986)
- The Crusades: A Short History (London and New Haven, Athlone/ Yale University Press, 1987) (tradusă în: franceză, italiană și polonă)
- The Atlas of the Crusades (editor) (London and New York, Times Books/ Facts on File, 1991) (tradusă în germană și franceză)
- The Oxford Illustrated History of the Crusades (editor) (Oxford, Oxford University Press, 1995), republicată sub titlul The Oxford History of the Crusades) (tradusă în: rusă, germană și polonă)
- Cyprus and the Crusades (editor, împreună cu Nicholas Coureas) (Nicosia, the Society for the Study of the Crusades and the Latin East and the Cyprus Research Centre, 1995)
- Montjoie. Studies in Crusade History, in Honour of Hans Eberhard Mayer (editor, împreună cu Benjamin Z. Kedar și Rudolf Hiestand) (Aldershot, Variorum, 1997)
- The First Crusaders, 1095-1131 (Cambridge, Cambridge University Press, 1997)
- Hospitallers. The History of the Order of St. John (London, The Hambledon Press, 1999)
- Al seguito delle Crociate (Roma, Di Renzo: Dialoghi Uomo e Societa, 2000)
- Dei gesta per Francos. Etudes sur les croisades dediees a Jean Richard (editor, împreună cu Michel Balard și Benjamin Z. Kedar) (Aldershot, Ashgate, 2001)
- The Crusades, Christianity and Islam (Columbia University Press, 2008)